# Угол атаки

Чёрные линии обозначают набегающий поток. α — угол атаки

Угол атаки (общепринятое обозначение {\displaystyle \alpha } — буква греческого алфавита альфа) — угол между направлением вектора скорости набегающего на тело потока (жидкости или газа) и характерным продольным направлением, выбранным на теле, например у крыла самолёта это будет хорда крыла, у самолёта — продольная строительная ось, у снаряда или ракеты — их ось симметрии. При рассмотрении крыла или самолёта угол атаки находится в нормальной плоскости, в отличие от угла скольжения.

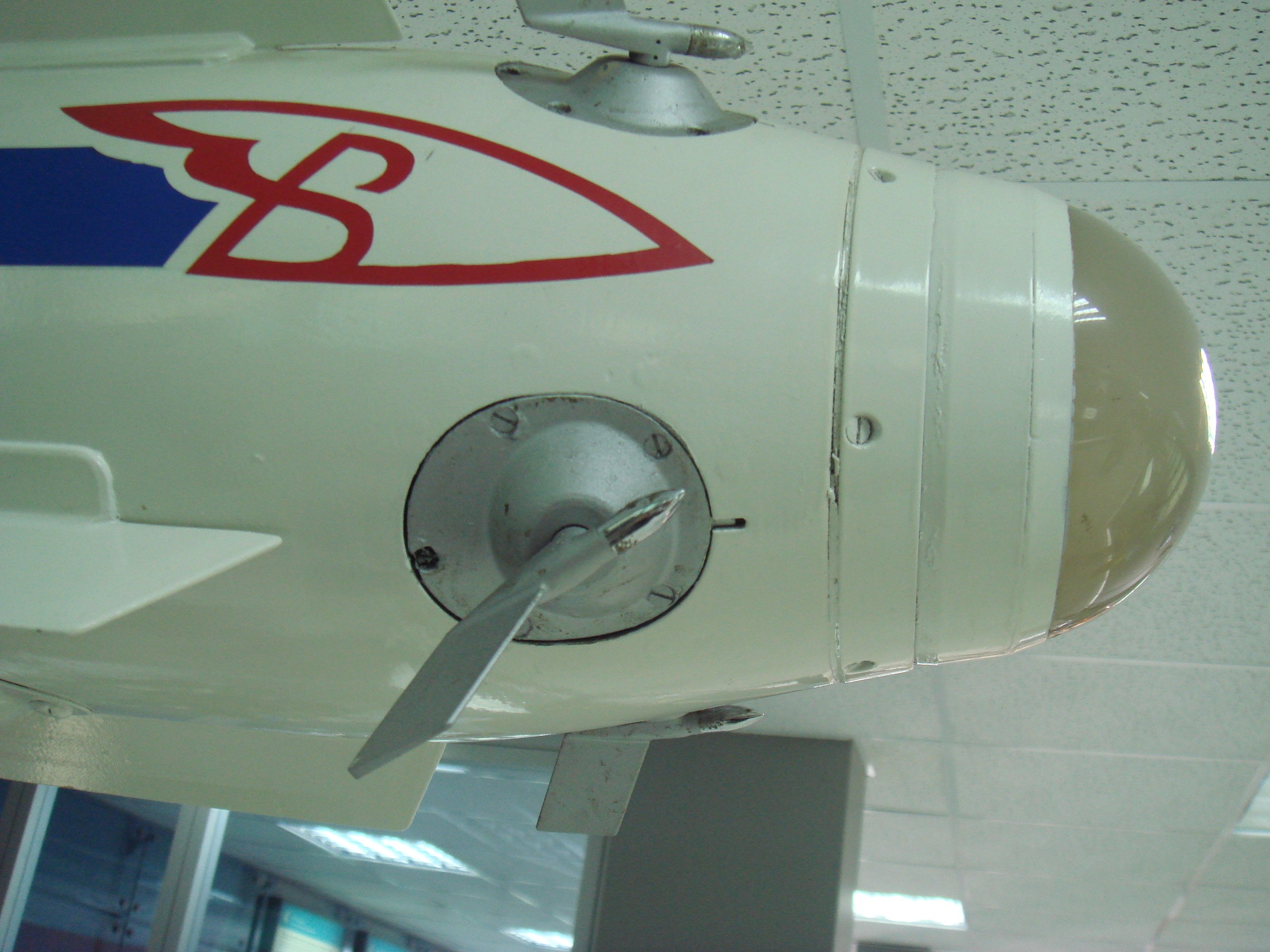
Датчики углов атаки у ракеты «воздух-воздух»

Для самолёта в горизонтальном прямолинейном полёте увеличение скорости и угла атаки приводит к увеличению подъёмной силы, создаваемой крылом. В то же время увеличение угла атаки сопровождается ростом индуктивного сопротивления.